# شهرستان همیلتون (تگزاس)
شهرستان همیلتون، تکزاس (به انگلیسی: Hamilton County, Texas) یک سکونتگاه مسکونی در ایالات متحده آمریکا است که در تگزاس واقع شده‌است.

## خصوصیات
شهرستان همیلتون ۲٬۱۶۵٫۲۴ کیلومترمربع مساحت دارد.